# Built to Last (Grateful-Dead-Album)
Built to Last ist das dreizehnte und letzte Studioalbum der Band Grateful Dead.

## Geschichte
Das Album wurde zwischen dem 1. Februar und dem 20. Oktober 1989 aufgenommen und am 31. Oktober 1989 über das Label Arista Records veröffentlicht. Mit allen anderen Livealben und Greatest Hits-Kompilation ist es das dreiundzwanzigste Album der Band.
Wie auch beim Album In the Dark sollte die Band die Songs des Albums ursprünglich im Marin County Veterans Auditorium unter simulierten Livebedingungen ohne Publikum aufnehmen. Was jedoch bei In the Dark zu großem Erfolg führte, funktionierte bei Built to Last nicht wie gewünscht. Dies kann einerseits an der langen Pause zwischen Reckoning und In the Dark liegen, die die Band diesmal nicht zum Songschreiben hatte. Zudem stammen fast die Hälfte der Songs aus der Feder von Brent Mydland und der Rest vom Duo Robert Hunter und Jerry Garcia oder aber von Bob Weir und John Perry Barlow. Unzufrieden mit den ersten Aufnahmen, wurde anschließend eine Basis an Rhythmus- und Songstruktur gemeinsam erarbeitet, während dann jeder Musiker seine Parts alleine einspielte, bevor zuletzt alles von Garcia und Cutler zusammen geschnitten wurde. Erst dann waren die Songs komplett für alle zu hören.
Aufgenommen wurde im Club Front und auf der Skywalker Ranch in San Rafael, Marin County, und im Studio X in Petaluma, Sonoma County. Die Skywalker Ranch gehörte zu diesem Zeitpunkt schon George Lucas und war Firmensitz von Lucasfilm und deren Tochtergesellschaften.
Garcia verglich später die Alben miteinander und äußerte in einem Interview, dass das Aufnehmen von Alben meistens für die Band vergleichbar mit Zähneziehen sei. Sie würden einfach keinen Weg finden, es spaßiger zu machen. Für ihn sei besonders schwer, dass er Producer und Interpret zeitgleich ist.
Obgleich das Album Goldstatus erreichte, war es bei weitem nicht so erfolgreich wie das Vorgängeralbum und die nächsten Alben sollten alles Livealben werden. Der Titel Build to Last sollte sich bewahrheiten. Es war das letzte Studioalbum, da der Bandleader Garcia 1995 sterben sollte.
Für das Cover war wieder Alton Kelly zuständig, der für seine psychedelische Kunst bekannt ist. Es zeigt die Bandmitglieder, wie sie aus dem Dunklen mit Spielkarten ein beleuchtetes Kartenhaus aufbauen. Das Haus wurde von Garcias Tochter Anabelle und ihren Freunden gebaut. Die Idee zum Cover stammt laut eigener Angaben zum ersten Mal von Garcia.
Build to Last war das erste Dead Album, bei welchem verstärkt MIDI-Technologie zum Einsatz kam.
Als Single wurde „Foolish Heart“/„We Can Run“ ausgekoppelt.
2004 erschien eine überarbeitete Version der sieben Lieder und sechs weiteren von Rhino Records für das Boxset Beyond Description (1973–1989), die dann auch 2006 als einzelne CD veröffentlicht wurden.

## Titelliste

### 1989 CD
1. Foolish Heart (Garcia, Hunter) – 5:10
2. Just a Little Light (Barlow, Mydland) – 4:42
3. Built to Last (Garcia, Hunter) – 5:03
4. Blow Away (Barlow, Mydland) – 6:09
5. Victim or the Crime (Graham, Weir) – 7:33
6. We Can Run (Barlow, Mydland) – 5:30
7. Standing on the Moon (Garcia, Hunter) – 5:20
8. Picasso Moon (Barlow, Bralove, Weir) – 6:40
9. I Will Take You Home (Barlow, Mydland) – 3:45

### 2004 Bonus
1. Foolish Heart (live) – 11:30
2. Blow Away (live) – 12:02
3. California Earthquake (Whole Lotta Shakin’ Goin’ On) (live) (Rodney Crowell) – 5:59

## Kommerzieller Erfolg

### Chartplatzierungen
| ChartsChartplatzierungen       | Höchstplatzierung | Wochen |
| ------------------------------ | ----------------- | ------ |
| Vereinigte Staaten (Billboard) | 27 (15 Wo.)       | 15     |

### Auszeichnungen für Musikverkäufe
| Land/Region               | Auszeichnungen für Musikverkäufe (Land/Region, Auszeichnung, Verkäufe) | Verkäufe |
| ------------------------- | ---------------------------------------------------------------------- | -------- |
| Vereinigte Staaten (RIAA) | Gold                                                                   | 500.000  |
| Insgesamt                 | 1× Gold ·                                                              | 500.000  |